# Chester W. Taylor

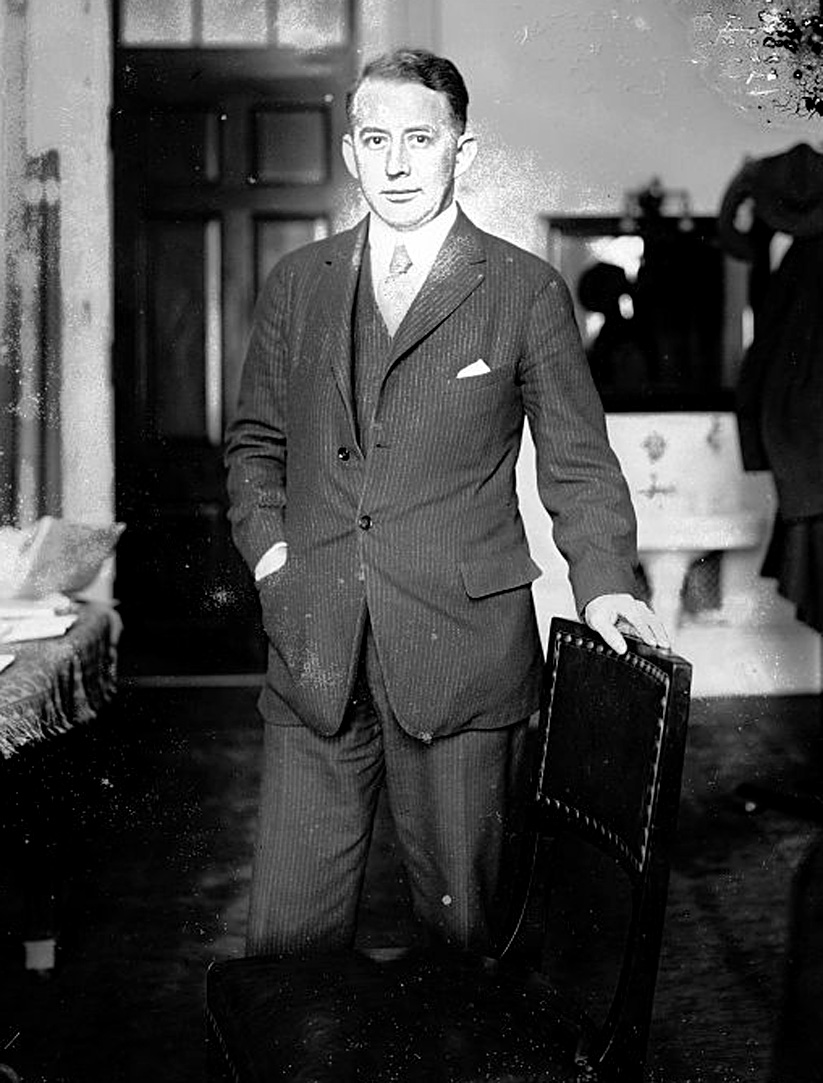
Chester W. Taylor (1921)

Chester William Taylor (* 16. Juli 1883 in Verona, Lee County, Mississippi; † 17. Juli 1931 in Pine Bluff, Arkansas) war ein US-amerikanischer Politiker. Zwischen 1921 und 1923 vertrat er den sechsten Wahlbezirk des Bundesstaates Arkansas im US-Repräsentantenhaus.

## Werdegang
Chester Taylor war der Sohn des Kongressabgeordneten Samuel M. Taylor. Im Jahr 1887 zog er mit seinen Eltern von Mississippi nach Pine Bluff in Arkansas. Dort besuchte er die öffentlichen Schulen. Später studierte er an der Georgetown University in Washington Jura. Wie sein Vater war auch Chester Taylor Mitglied der Demokratischen Partei. Zwischen 1908 und 1910 amtierte er als stellvertretender Leiter des Rechnungshofes von Arkansas. Im Jahr 1911 war er Vertreter des geschäftsführenden Beamten (Deputy Secretary of State) in Arkansas, danach bis 1912 stellvertretender Finanzminister (Treasurer) des Staates. Von 1913 bis 1921 arbeitete er als Sekretär seines Vaters, der in dieser Zeit für den sechsten Distrikt von Arkansas im US-Kongress saß.
Nach dem Tod seines Vaters wurde Chester Taylor bei der fälligen Nachwahl zu dessen Nachfolger im Kongress gewählt. Dieses Mandat übte er zwischen dem 25. Oktober 1921 und dem 3. März 1923 aus. Bei den regulären Kongresswahlen des Jahres 1922 verzichtete er auf eine erneute Kandidatur. Der Sitz ging dann an Lewis E. Sawyer. Nach dem Ende seiner Zeit im Kongress arbeitete Taylor in Pine Bluff im Versicherungsgewerbe. Später arbeitete er im Umweltministerium des Staates Arkansas in Little Rock. Er starb am 17. Juli 1931, einen Tag nach seinem 48. Geburtstag, in Pine Bluff und wurde dort auch beigesetzt.